# 제2차 세계 대전 기간의 그린란드
제2차 세계 대전 기간의 그린란드에서, 전쟁 이전 그린란드는 덴마크의 식민지였고, 그 외에는 세계와는 동떨어져 있었다. 1940년 4월 9일 베저위붕 작전이 시작하면서 독일이 덴마크를 침공한 이후 그린란드는 영국 해군이 유럽에서 도착하는 모든 선박을 탈취했기 때문에 계속해서 연합국으로 남아 있을 수 있었다. 영국과 캐나다는 처음에는 섬의 주요 지점을 차지하기 위한 계획을 세웠지만, 여전히 중립이었던 미국은 "제3자의 개입"을 거부했다. 남, 북 그린란드의 보안관(landsfogeder)인 에스케 브룬과 아크셀 스바네는 1925년 세워진 그린란드 점령 방법에 관한 법의 조문을 이용하여, 덴마크가 독일에게 점령되었을 때 식민지에게는 최선의 이득이 되게끔 그린란드는 자치지역이라고 선포했다. 이 단계는 워싱턴 D. C.의 덴마크 대사와 미국 국무부 간 조정으로 이루어졌으며, 1920년 제3국이 그린란드를 국가로 인정하지 않는다는 미국 선언이 이루어졌다. 이런 외교적 확장은 먼로 독트린의 연장선이었다.